# 貝原俊也
貝原 俊也（かいはら としや）は、日本の社会システム工学者・情報工学者。神戸大学名誉教授。大阪工業大学情報科学部データサイエンス学科教授。工学博士（ロンドン大学ICL）。日本学術会議自動制御の多分野応用小委員会委員。システム制御情報学会2020会長・名誉会員。計測自動制御学会理事会2011/2012監事。スケジューリング学会元会長。国際生産工学アカデミー(CIRP)フェロー。日本機械学会フェロー(生産システム部門)。電気学会フェロー(電子/情報/システム部門)。
専門は、社会システム工学・計算社会科学、知能情報学・社会情報学・シミュレーション（特にマルチスケールモデリング・メタヒューリスティクス）、生産システム工学・経営システム工学。

## 略歴
1983年京都大学工学部卒業。1985年同大学大学院工学研究科修士課程修了。1993年ロンドン大学インペリアルカレッジ(ICL)博士課程修了、工学博士。三菱電機生産技術研究所などを経て、2001年神戸大学大学院自然科学研究科准教授。2004年同大学工学部情報知能工学科教授。2010年同大学大学院システム情報学研究科教授。同大学価値創造スマートものづくり研究センター長・評議員なども務め、2025年神戸大学名誉教授。同年、大阪工業大学情報科学部データサイエンス学科教授。
主な所属学会は、日本経営工学会、システム制御情報学会、計測自動制御学会、スケジューリング学会、日本機械学会、電気学会、精密工学会など。

## 主な受賞
- IMS論文賞(2006)
- 日本経営工学会特別賞（2017経営システム賞）[4]
- 第42回井植文化賞（科学技術部門2018）
- 国際生産工学アカデミー(CIRP)フェロー(2020)
- 日本機械学会(2018)[5]
- 電気学会フェロー(2021)[6]
- 精密工学会功労賞(2024)
- システム制御情報学会名誉会員(2025)[7]

## 主な著書
- 複雑系としての情報システム（共著、共立出版2006、学術書）
- メタヒューリスティクスと応用（共著、オーム社2007、学術書）
- オペレーションズ・リサーチ - システムマネジメントの科学（共著、オーム社2004、学術書）
- シミュレーション辞典「物流シミュレーション」（共著、コロナ社 2012、学術書）
- サプライチェーンマネジメント(SCM)講座4：企業間の戦略的提携 - マルチエージェント交渉による次世代SCM（共著、朝倉書店2011、学術書）
- 社会人が学ぶ生産システム・生産管理（共著、神戸市産業振興財団2010、学術書）

## 主な研究
- 社会政策のデジタルデザイン実現のための多階層社会シミュレーション技術に関する研究[8]
- クラウドマニュファクチャリングの社会有効性に関する研究[9] - 日立製作所との共同研究
- 意思決定主体間の関係性に着目した社会科学シミュレーションにおけるマルチスケールモデリングの提案[10] -早稲田大学創造理工学部との共同研究
- 生産システムシミュレーションにおけるデータ駆動型マルチスケールモデリング手法に関する研究（フローショップ生産システムを対象としたモデル構造整理とモデル同定）
- 二段階確率計画法とラテン超方格サンプリングを用いた強靱なサプライチェーンネットワーク設計手法の一提案
- マスカスタマイゼーション実現に向けた顧客ニーズ・製造装置の状況を考慮した生産スケジューリング手法の提案